# Alessandra Stanley
Alessandra Stanley (Boston, 1955) é uma jornalista norte-americana nascida nos Estados Unidos. Em 2003 ela se tornou numa das crítica de televisão do The New York Times. Stanley foi previamente a co-chefe do jornal bureau de Moscovo, chefe do departamento de Roma, e como correspondente da revista Time. Ela é filha da especialista em defesa Timothy W. Stanley.
Várias notícias e organizações de mídia, incluindo o Time, têm criticado a precisão dos relatórios de Stanley. Entre os artigos que estes criticaram, estão inclusos um sobre o furacão Katrina publicado em 5 de Setembro de 2005, um artigo de 2005 que chamou a sitcom Everybody Loves Raymond de "Tudo sobre Raymond", e uma retrospectiva de 18 de Julho de 2009 sobre a carreira de Walter Cronkite que continha oito centros de pesquisa e erros de ortografia. Em Agosto de 2009, um artigo examinando os erros no artigo de Cronkite, Clark Hoyt, o editor público do Times, descreveu Stanley como "muito admirado pelos editores pelo peso intelectual de sua cobertura da televisão", mas "com uma história de erros".